# 야행성 인간

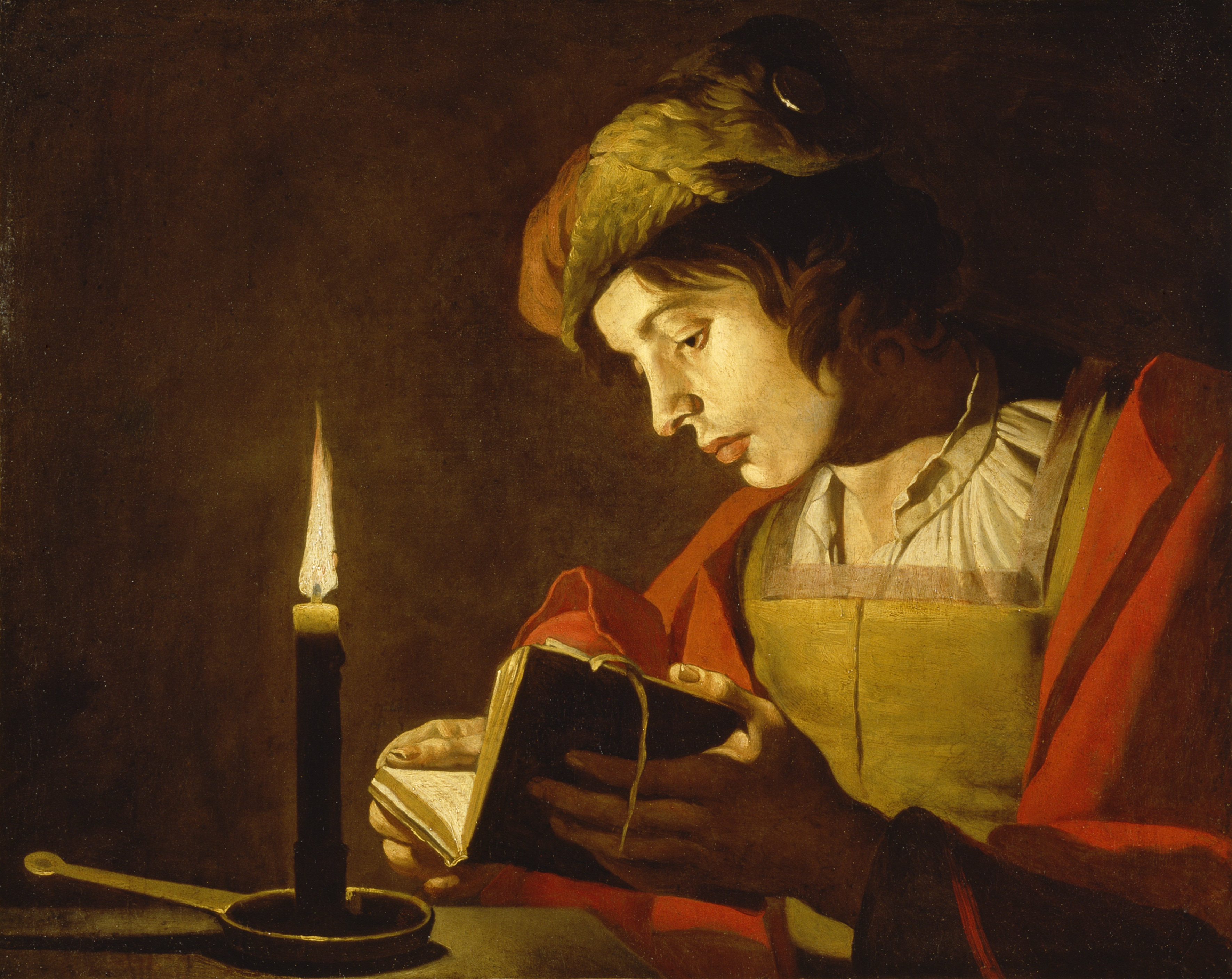

야행성 인간(夜行性人間)은 주로 심야 시간대를 활동의 중심으로 아침부터 낮까지 수면 시간을 두고 생활하는 사람을 뜻한다. 올빼미족 등으로 불리기도 하며, 반대어는 아침형 인간이다.

## 역사
어두워진 후에도 깨어 있는 것이 부정적인 특성으로 간주되었지만, 이는 17세기와 18세기 유럽에서 인공 조명의 개발 및 구현으로 인해 변화하였다. 사회 수업, 초콜릿, 커피와 차, 새벽까지 영업하는 카페의 등장은 새로운 문화의 일부가 되었다.

## 저명한 인물
| - 찰스 부코스키 - 피델 카스트로 - 마이클 셰이본 - 윈스턴 처칠 - 밥 딜런 - 귀스타브 플로베르 - 글렌 굴드 - 새뮤얼 존슨 - 카를 융 - 프란츠 카프카 - H. P. 러브크래프트 - 마릴린 맨슨 - E. T. A. 호프만 | - 마오쩌둥 - 버락 오바마 - 프린스 (가수) - 마르셀 프루스트 - 조르주 상드 - 이오시프 스탈린 - J. R. R. 톨킨 - 앙리 드 툴루즈로트레크 - 존 트래볼타 - 리누스 토르발스 - 프랭크 자파 - 반 클라이번 |

## 같이 보기
- 시간생물학
- 불면증
- 밤문화